# 苏珊·林德奎斯特
苏珊·林德奎斯特（英語：Susan Lindquist，1949年6月5日—2016年10月27日），美国生物学家，麻省理工学院生物学教授，专门从事分子生物学，特别是朊毒体以及热休克蛋白的蛋白质折叠问题的研究。林德奎斯特是怀特黑德研究所的成员及前任董事，并在2010年被授予国家科学奖章。